# Exocytose
 (octobre 2006).
L'exocytose (du grec exo : « hors de » et kutos : « cavité », « cellule ») est le mécanisme par lequel la cellule libère de grandes biomolécules à travers sa membrane. L’exocytose a lieu quand des vésicules de transport ou de sécrétion fusionnent avec la membrane plasmique et que leur contenu sort dans le milieu extracellulaire (par exemple : expulsion des neurotransmetteurs des vésicules synaptiques vers le milieu extracellulaire).

## Rôles de l'exocytose
Le but de l'exocytose peut être :
- l'élimination des déchets.
- les fonctions de signalisation et de régulation (fonctions nerveuses et endocrines).
- la production de macromolécules qui auront un rôle à l'extérieur de la cellule (récepteurs membranaires, matériel de construction de paroi, molécules de la matrice extracellulaire, etc.)

## Types d'exocytose
Dans les organismes multicellulaires, il y a deux types d'exocytose :
- exocytose régulée par Ca²⁺.
- exocytose constitutive.

### Exocytose régulée par l'ion Ca2+
L'exocytose déclenchée par Ca2+ se produit par exemple dans les synapses et sert à la signalisation interneuronale.
- L'acétylcholine intervient dans la contraction musculaire lors des réflexes de flexion ou d'extension au niveau de la jonction neuromusculaire. Les neurones la produisant s'appellent neurones cholinergiques.
- Ses précurseurs sont la choline d'origine alimentaire qui est captée par la terminaison présynaptique dans le sang et l'acétylcoenzyme A d'origine mitochondriale. Ils sont synthétisés par l'enzyme choline-acétyltransférase (CAT) qui les transforme en acétylcholine. Ces neuromédiateurs  sont alors enveloppés par des vésicules provenant du bourgeonnement de l'appareil de Golgi et sont transportés jusqu'au renflement (ou bouton) synaptique. Au niveau présynaptique il y a non pas un seul renflement mais des centaines afin d'assurer une surface de contact plus large; on parle d'arborisation terminale.
- Sous l'effet du calcium les vésicules sont ensuite poussées jusqu'à fusionner avec la membrane plasmique. Ce déversement de molécules de neuromédiateurs dans la fente synaptique s'appelle l'exocytose. On dit que la synapse est cholinergique.
- Les neuromédiateurs se fixent alors sur des récepteurs spécifiques de la plaque motrice du muscle strié ce qui a pour conséquence de le contracter. L'excès de neuromédiateur est ensuite  dégradé par une enzyme : acétylcholine-estérase (ACHE) qui libère de l'acide acétique et de la choline qui pourra être ensuite recapturée par les récepteurs de l'axone présynaptique.

### Exocytose constitutive
L'exocytose constitutive est réalisée par toutes les cellules et permet la libération de composants de la matrice extracellulaire ou simplement la livraison de protéines membranaires nouvellement synthétisées qui seront incorporées dans la membrane cellulaire au moment de la fusion de la vésicule de transport. Elle a, comme l'exocytose régulée,  besoin d'une augmentation de calcium intracellulaire.